# وودلند (مین)
{{Infobox settlement
|official_name=Woodland, Maine
|settlement_type=Town
|nickname=
|motto=

|image_skyline=
|imagesize=
|image_caption=
|image_flag=
|image_seal=

||pushpin_map=
|pushpin_label_position=
|pushpin_map_caption=
|pushpin_mapsize=
|image_map=
|mapsize=
|map_caption=
|image_map1=
|mapsize1=
|map_caption1=

|coordinates_region=US-ME
|subdivision_type=کشور
|subdivision_name=ایالات متحده آمریکا
|subdivision_type1=ایالت
|subdivision_name1=مین (ایالت)
|subdivision_type2=County
|subdivision_name2=شهرستان اروزتوک، مین
|government_footnotes=
|government_type=
|leader_title=
|leader_name=
|leader_title1=
|leader_name1=
|established_title=
|established_date=

|unit_pref=Imperial
|area_footnotes=
|area_magnitude=
|area_total_km2=۹۱٫۳۰
|area_land_km2=۹۱٫۳۰
|area_water_km2=۰
|area_total_sq_mi=۳۵٫۲۵
|area_land_sq_mi=۳۵٫۲۵
|area_water_sq_mi=۰

|population_as_of=۲۰۱۰
|population_est=۱۱۹۷
|pop_est_as_of=۲۰۱۲
|population_footnotes=
|population_total=۱۲۱۳
|population_density_km2=۱۳٫۳
|population_density_sq_mi=۳۴٫۴

|timezone=EST
|utc_offset=-۵
|timezone_DST=EDT
|utc_offset_DST=-۴
|elevation_footnotes=
|elevation_m=
|elevation_ft=
| مختصات = مختصات: عرض جغرافیایی وارد نشده‌است
متغیرهای نامعتبر در {{#coordinates:}} واردشده است.
وودلند(به انگلیسی: Woodland) شهری در ایالت مین کشور ایالات متحده آمریکا است که جمعیت آن در سرشماری سال ۲۰۱۰ میلادی، ۹۵۲ نفر بوده‌است.